# Гасумян Анна Артемівна
Анна Артемівна Гасумя́н (Гусумян) (1919, село Еділлу, тепер Гадрутського району, Нагірний Карабах, Азербайджан — ?) — радянська діячка, вчителька молодших класів школи села Еділлу Гадрутського району Нагірно-Карабаської автономної області Азербайджанської РСР. Депутат Верховної ради СРСР 4-го скликання.

## Життєпис
Народилася в бідній селянській родині. Закінчила семирічну школу, а в 1937 році — Гадрутський педагогічний технікум Нагірно-Карабаської автономної області Азербайджанської РСР.
З вересня 1937 року — вчителька молодших класів школи села Еділлу Гадрутського району Нагірно-Карабаської автономної області Азербайджанської РСР.
Закінчила заочний педагогічний інститут.
Подальша доля невідома.

## Нагороди та відзнаки
- медаль «За доблесну працю у Великій Вітчизняній війні 1941—1945 рр.»
- медаль «За трудову відзнаку»